# Jonny Dunders elektriska cirkus
Jonny Dunders elektriska cirkus är ett livealbum från 2011 av Stefan Sundström.
Albumet spelades in på Debaser Medis i Stockholm med 20 personer på scen.

## Låtlista
| Nr  | Titel                           | Längd |
| --- | ------------------------------- | ----- |
| 1.  | Här kommer Jonny Dunder         | 3:42  |
| 2.  | Nån har slagit upp ett hål 2011 | 4:30  |
| 3.  | Hej Hej idiot                   | 1:58  |
| 4.  | Palme var en fräck filur        | 2:31  |
| 5.  | Gula Blend                      | 3:34  |
| 6.  | Peace and love i Sthlms city    | 5:09  |
| 7.  | Vem är terrorist                | 4:25  |
| 8.  | Latlåt från Farsta              | 7:03  |
| 9.  | Slicka uppåt sparka neråt       | 3:12  |
| 10. | Stiligt på en topp              | 3:46  |